# راچکی (استان اشوی‌داشکسیه)
راچکی (به لهستانی: Rączki) یک منطقهٔ مسکونی در لهستان است که در گمینا کلوچوسکو واقع شده‌است. راچکی ۴۰۱ نفر جمعیت دارد و ۳۱۶ متر بالاتر از سطح دریا واقع شده‌است.